# Saint-Jory-las-Bloux
 Saint-Jory-las-Bloux  (en occitano Sent Jòri las Blos) es una población y comuna francesa, situada en la región de Aquitania, departamento de Dordoña, en el distrito de Périgueux y cantón de Excideuil.

## Demografía
| 292 | 271 | 229 | 251 | 241 | 237 |
| Para los censos de 1962 a 1999 la población legal corresponde a la población sin duplicidades (Fuente: INSEE [Consultar]) |     |     |     |     |     |